# Aiyedire
Aiyedire è una delle trenta aree di governo locale (local government area) in cui è suddiviso lo stato di Osun, in Nigeria.
Estesa su una superficie di 262 chilometri quadrati, conta una popolazione di 75.846 abitanti.